# Capnia japonica
Capnia japonica är en bäcksländeart som beskrevs av Okamoto 1922. Capnia japonica ingår i släktet Capnia och familjen småbäcksländor. Inga underarter finns listade i Catalogue of Life.